# Ефузивні гірські породи

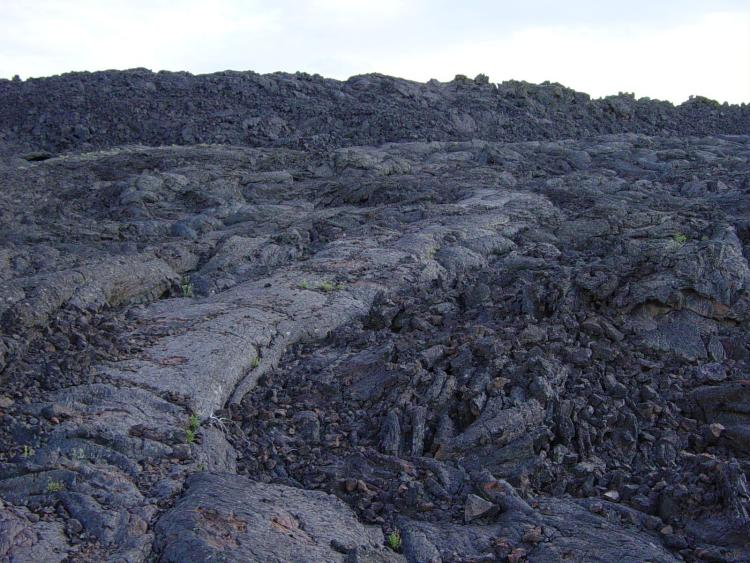
Гірські породи пахойхой лави у Національний парк «Місячні кратери», штат Айдахо, США.

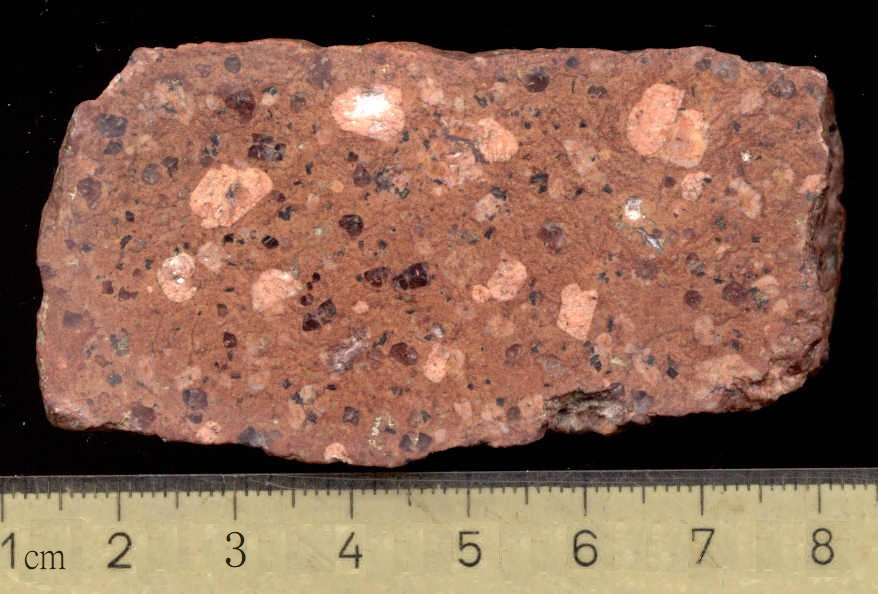
Ріоліт

Ефузивні гірські породи (англ. effusive rocks; нім. Effusivgesteine n) — магматичні гірські породи, що утворилися внаслідок ефузії (виливання й охолодження лав) і застигання вулканічної лави на земній поверхні. Залягають у вигляді лавових потоків і покривів.
Поширені на території України.
Структура — порфірова, текстура — пориста, пузириста.

## Ефузивні серії порід
Виділяють наступні ефузивні серії порід: толеїтові базальти-андезити-ріоліти; базальти-трахіти і фоноліти; Na-лужний ряд; олівінові меланонефелініти-нефелініти і фоноліти і К-лужний: катунгіти-угандити-лейцитити-лейцитові базаніти. Карбонатити генетично пов'язані з двома останніми серіями, і їх відділення від лужних розплавів відбувається внаслідок ліквації. 
Утворення ефузивної серії порід розглядається як результат еволюції початкового (мантійного) розплаву, який, ймовірно, утворився у верхній мантії під час рифтогенезу. 
Серії ефузивних порід (за винятком К-лужних) характеризуються збільшенням вмісту рідкісних літофільних елементів і зменшенням вмісту основних типоморфних елементів від початкових до кінцевих членів магматичної диференціації. Лужні різновиди базальтів та інших типів гірських порід збагачені рідкісними літофільними елементами, фтором і деякими основними типоморфними елементами (Sr, Ti, P) порівняно з менш лужними різновидами.

## Різновиди
Розрізняють:
- незмінні ефузивні гірські породи, або кайнотипні (вулканічне скло, ліпарит, трахіт, базальт тощо), та
- змінені, або палеотипні (порфірит, діабаз, ортофір та ін.).